# Semur-en-Auxois
Semur-en-Auxois /səmyʁɑ̃noˈswa/ è un comune francese di 4 107 abitanti situato nel dipartimento della Côte-d'Or nella regione Borgogna-Franca Contea.

## Altri progetti

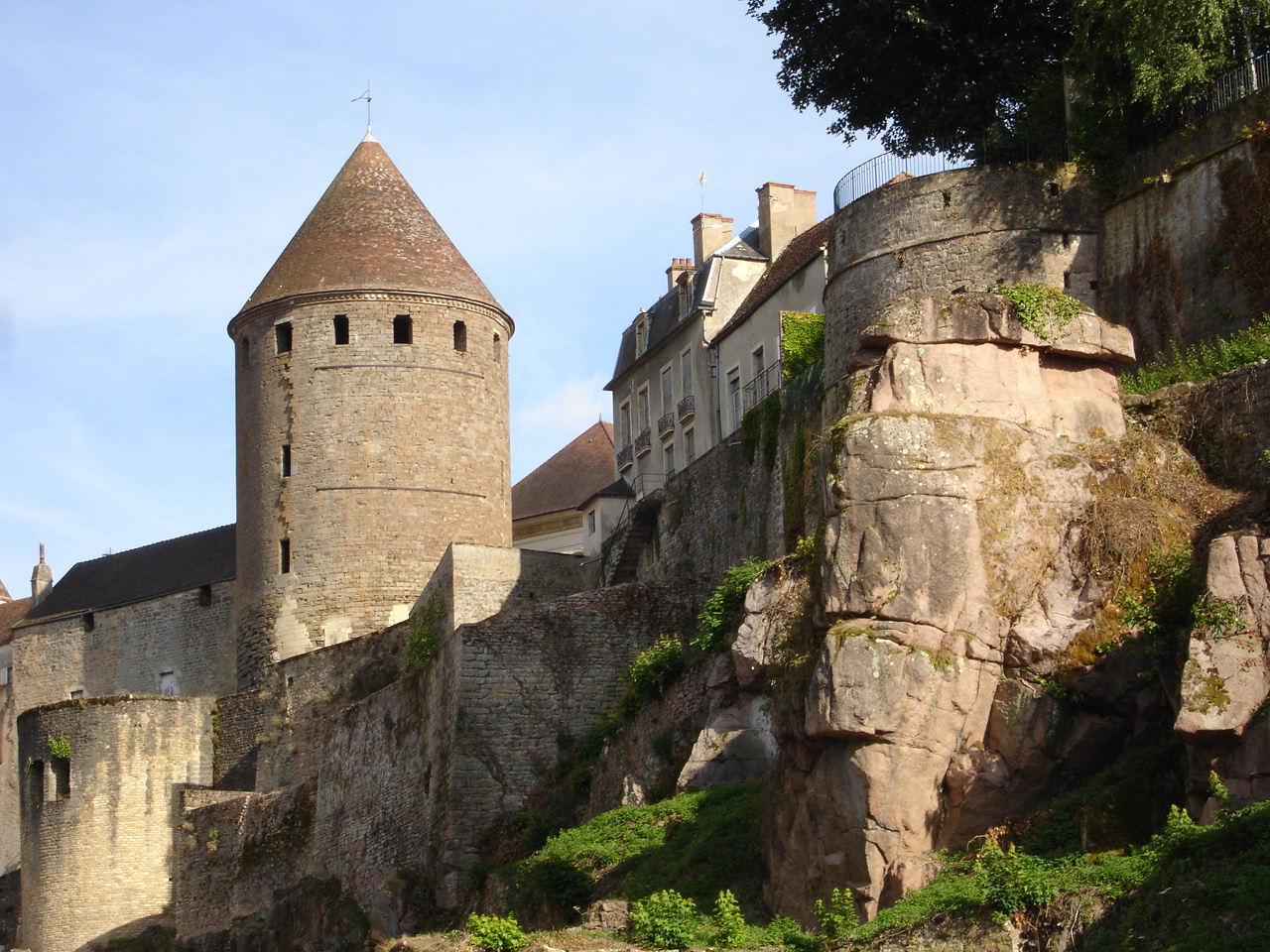
Torre detta della Geenna

## Società

### Evoluzione demografica
Abitanti censiti

## Amministrazione

### Gemellaggi
- Laigueglia